# Hemiarius stormii
Hemiarius stormii är en fiskart som först beskrevs av Bleeker, 1858.  Hemiarius stormii ingår i släktet Hemiarius och familjen Ariidae. Inga underarter finns listade i Catalogue of Life.